# 布雷达宣言

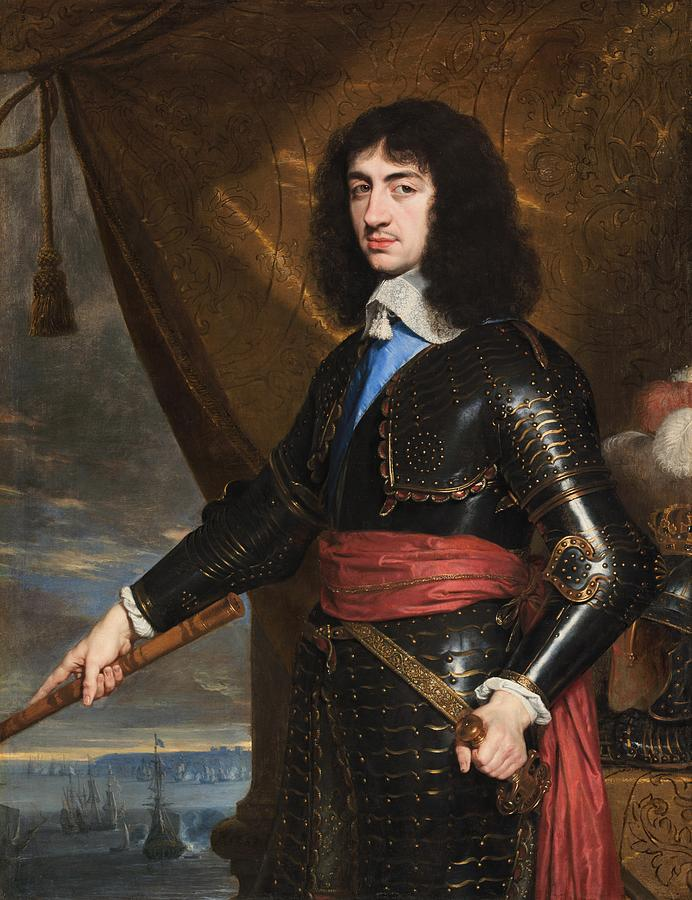
查理二世流亡时画像, c. 1653

《布雷达宣言》（日期为1660年4月4日）是英格兰国王查理二世发表的宣言，查理在英国内战后仍流亡海外，但在宣言后不久回到英国，复辟并成为国王。宣言主要内容包括：一、对所有承认查理为合法国王的人，承诺大赦，免去英国内战和王位空位期（既英格兰联邦时期）间犯下的罪行；二、当时产权所有者，得保留该时期购买的财产；三、保证宗教宽容；四、向军队支付欠薪，使军队在国王麾下服役。 
内容亦称，由英国议会判断财产纠纷，并负支付军队的责任，而前三项承诺，议会也有权通过法案修改。 

## 背景
护国公克伦威尔死后，其子理查·克伦威尔继承护国公一职，但于1659年辞职，英格兰陷入混乱。此时，乔治·蒙克将军在当时有效地控制了英格兰。查理二世在荷兰共和国布雷达发表宣言，回应了乔治·蒙克将军发出的秘密信息。 
1660年5月1日，查理的声明内容和随附的信件被公开。 第二天，英国议会通过决议，确认“政府应由国王，上议院和下议院组成”（“government ought to be by King, Lords and Commons”），查理二世应邀前往英国接受统治权。 5月8日，查理二世被宣布为国王。 在蒙克的建议下，下议院拒绝了法学家马修·黑尔提出的决议。该决议要求议会成立委员会，研究查理提出的条件，并与国王谈判，如同在纽波特条约（Treaty of Newport）中向其父查理一世提出的条件。 

## 内容
宣言承诺，对任何王室曾经的敌人，只要承认查理二世为合法君主，均能得到完全、普世的赦免，但宣言后议会规定不受赦免的人则例外。然而查理二世及宰相爱德华·海德（后成为克拉伦登伯爵）认为，所有与他父亲查理一世之死有直接关系的人，都应惩罚。即使在处于不利地位，宣称赦免和优待许多人的同时，查理二世也一直将弑君者排除在外。查理二世复辟后，海德代表国王，使议会通过了《免罪大赦法》（Indemnity and Oblivion Act）。该法赦免了内战期间支持议会的大多数人，但弑君者及两个著名且不悔改的共和主义者约翰·兰伯特和小亨利·万恩除外。另有约20人被禁止担任任何公职或成为议员。
在宣言中，查理承诺，在不扰乱王国和平的情况下，实行宗教宽容，并由议会通过法案 “赋予这种宽容”（"granting of that indulgence"）。然而，议会后来对此款做出解释，认定所有非英格兰国教会信徒担任公职，均会威胁王国和平。1660年至1665年间，骑士党议会（Cavalier Parliament）通过了四项法律，被称为《克拉伦敦法典》。此类法律严格限制罗马天主教徒和其他非英格兰国教会信徒（nonconformists），包括清教徒。
宣言也许诺，将支付蒙克将军的士兵的欠薪。地主阶级也得到保证，所有有争议的赠与和地产转让，均由议会决定。至此，查理二世向各利益团体均做出保障。

## 引用
1. ↑  Lister 1838，p. 501
2. ↑  Hutton 2000，第130頁
3. ↑  Lister 1838
4. ↑  Hostettler 2002
5. ↑  Hallam 1859，第406頁 citing Life of Clarendon, p. 69.
6. ↑  Hallam 1859，第406頁 cites Clar. State Papers, iii., 427, 529.
7. ↑  Hallam 1859，第408頁
8. ↑  "a liberty to tender consciences, and that no man shall be disquieted or called in question for differences of opinion in matter of religion which do not disturb the peace of the kingdom"
9. ↑  UK Citizenship: Religious minorities, The National Archives, retrieved 1 July 2010
10. ↑  Encyclopædia Britannica 15th Edition Volume 3 p. 64